# Björneborg stadion
Björneborg stadion (finska: Porin stadion) är en friidrotts- och fotbollsstadion i Björneborg, Finland. 
Stadion ligger cirka en kilometer söder om stadens centrum i Björneborgs idrottspark. Det öppnades år 1966 och har 12 300 sittplatser, varav 4 094 är under tak.
Björneborg stadion användas av fotbollsklubbarna FC Jazz och NiceFutis. De finska mästerskapen i friidrott, Kalevaspelen, har anordnats på stadion år 1967, 1983, 2005 och 2015.
Vid stadions huvudentré står en staty av en spjutkastare, gjord av skulptören Kalervo Kallio.
Finlands fotbollslandslag har spelat två landskamper i Björneborg stadion. Den första av dem var en VM-kvalmatch mot Nordirland år 1984.

## Fotbollslandskamper i Björneborg stadion

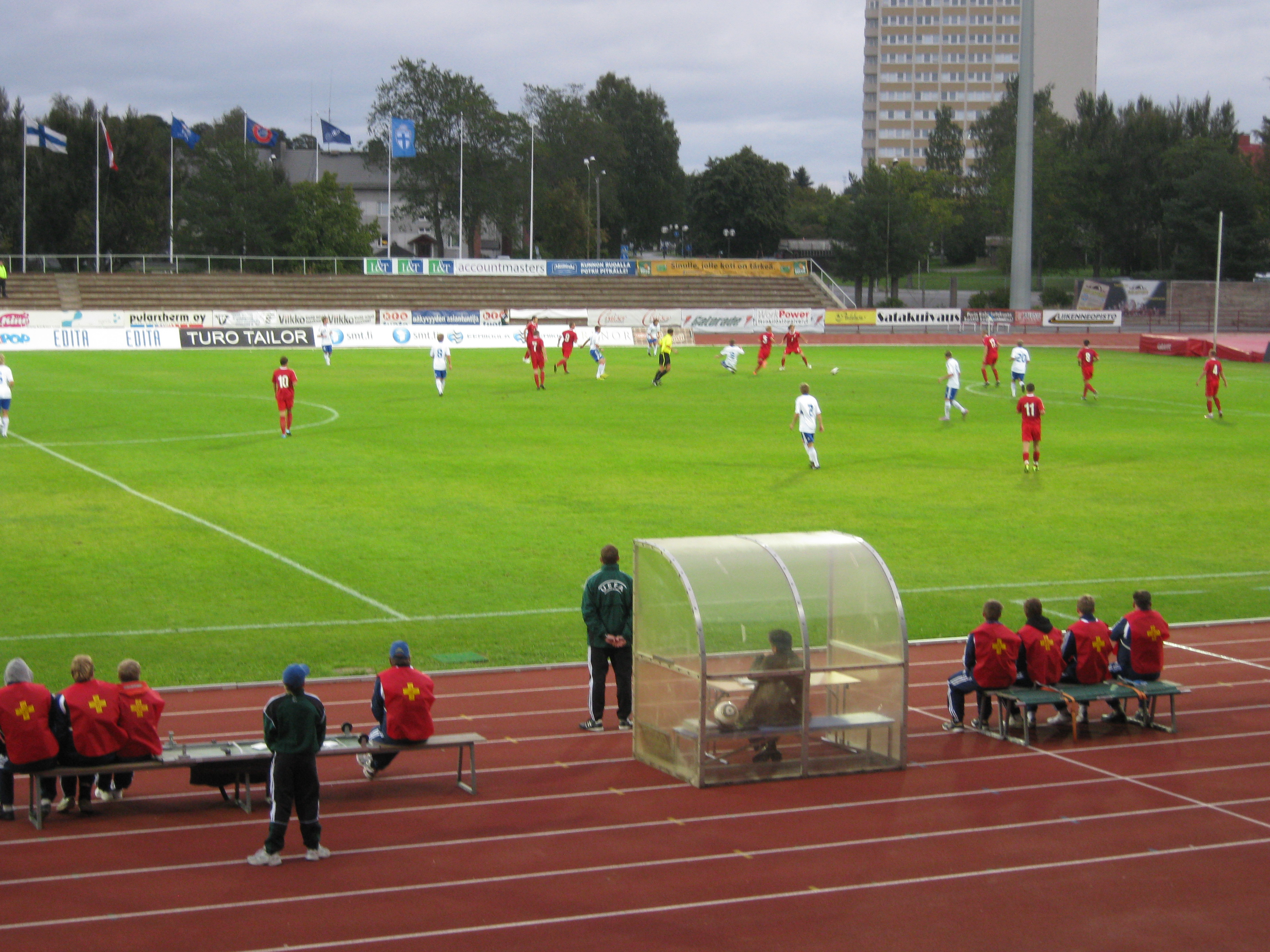
U21 match Finland mot Polen i september 2010.

| År   | Landslag | Match                | Resultat | Publik |
| ---- | -------- | -------------------- | -------- | ------ |
| 1978 | U21      | Finland - Sverige    | 0-2      | 1 506  |
| 1984 | VM-kval  | Finland - Nordirland | 1-0      | 8 155  |
| 1985 | Damer    | Finland - Belgien    | 1-0      | 2 353  |
| 1987 | OS-kval  | Finland - Österrike  | 2-1      | 3 912  |
| 1993 | U21      | Finland - Österrike  | 2-0      | 3 682  |
| 2004 | U21      | Finland - Armenien   | 0-1      | 1 300  |
| 2009 | Damer    | Finland - Sverige    | 1-3      | 2 712  |
| 2010 | U21      | Finland - Polen      | 2-0      | 1 651  |
| 2011 | U21      | Finland - Slovenien  | 1-0      | 2 318  |